# Saruka Rodríguez
Saruka Rodríguez, es una política y exreina de belleza ecuatoriana, que fue asambleísta del Ecuador. Durante su ejercicio ejerció la presidencia de la Comisión de Desarrollo Económico de la Asamblea, desde la que impulsó una reforma a la Ley de Transporte, con el objetivo de aumentar las facultades de las policías.
Militante del Partido Roldosista Ecuatoriano, fue sancionada por expresiones insultantes contra el presidente del mismo.